# Высокоскоростная пассажирская линия Пекин — Харбин
Высокоскоростная пассажирская линия Пекин — Харбин (кит. трад. 京哈客運專線, упр. 京哈客运专线, пиньинь  Jīng-Hā Kèyùn Zhuān Xiàn, называется также Цзинхаская экспресс-линия) — широкомасштабный проект по организации беспересадочного железнодорожного сообщения между крупнейшими городами Китая и провинциальными центрами, соединяющий столицу Пекин,  столицу провинции Ляонин город Шэньян, столицу провинции Гирин город Чанчунь и столицу провинции Хэйлунцзян город Харбин. К линии относятся также ответвления, охватывающие крупные города Далянь, Аньшань, Паньцзинь, Инкоу. Параллельно основной трассе строится также другая высокоскоростная трасса Тяньцзинь — Циньхуандао — Шэньян.
Длина линии - 1700 км. Рассчитана на скорость движения поездов 350 км/час.
Проект является частью глобального проекта строительства сети высокоскоростных железных дорог в Китае, основная часть которой соответствует формуле «4 + 4» — четыре высокоскоростных линии с севера на юг, и четыре с востока на запад. Дорога строится по этапам, первые из которых предположительно будут введены в эксплуатацию в 2012 году.
Часть параллельной трассы Циньхуандао — Шэньян уже введена в эксплуатацию.

## Структура трассы
К этой линии относится основная трасса от Пекин — Шэньян — Чанчунь — Харбин, ветка  Шэньян — Далянь и соединительная ветка Паньцзинь — Инкоу, отходящая от станции этого ответвления  Хайчэн — Западный (перед Инкоу) к городу Паньцзинь, где соединяется с Циньшэньской железной дорогой. 
- Скоростная железная дорога Пекин — Шэньян  (676 км),  через Чэндэ и  Чаоян, строительство начато в 2009 году, пуск  ожидается в 2014 году)
- Скоростная железная дорога Харбин — Далянь (904 км), продолжающая основную трассу на отрезке

Шэньян — Чанчунь — Харбин, и включающую в себя ветку  Шэньян — Далянь через  Аньшань и Инкоу — строительство начато 23 августа 2007 года, ожидается пуск в эксплуатацию в июле 2012 года
- Соединительная  Скоростная железная дорога Паньцзинь — Инкоу (англ),(90 км), строительство начато 21 мая 2009 года, запущена в сентябре 2013 года.

Параллельно этой линии между Пекином и Шэньяном строится другая высокоскоростная трасса Тяньцзинь - Шэньян:
- Скоростная железная дорога Тяньцзинь — Циньхуандао (261 км) — проект задержан из-за санкций Министерства охраны среды, и был пущен в эксплуатацию 1 декабря 2013 года.
- Циньшэньская железная дорога (404 км) от Циньхуандао до Шэньяна, первая высокоскоростная дорога, начатая в 1999 году и открытая в 2003 году

## Соединения
В Пекине дорога продолжается дальше, переходя в переход на Пекин-Шанхайскую высокоскоростную железную дорогу, которая связывает Пекин с городом Тяньцзинь.